# Salix phlebophylla
Espèce
Classification APG III (2009)
Salix phlebophylla, le saule aux feuilles de squelette (skeleton-leaf willow en anglais), est une espèce de plantes à fleurs de la famille des Salicaceae. C'est un saule nain originaire des zones arctiques américaines et asiatiques.

## Synonymie et variétés
Salix phlebophylla forme des hybrides naturels avec Salix arctica, Salix fuscescens et Salix rotundifolia.
Salix phlebophylla × S. rotundifolia a des ovaires velus, quelques feuilles squelettisées, une forme de croissance compacte qui peut manquer de rhizomes et des chatons avec plus de 15 fleurs. Il se reproduit sur le versant arctique de l'Alaska, en dehors de l'espèce Salix polaris.

## Description
Salix phlebophylla est un  arbrisseau nain, de 1 cm à 7 cm, formant des tapis clonaux par rhizomes. Les tiges sont des branches brun-rouge ou jaune-brun, glabres. Les ramilles, de couleur brun-rouge sont également glabres. Les feuilles marcescentes ressemblent à un squelette. Les stipules sont absents ou rudimentaires. Le pétiole, profondément rainuré ou convexe à adaxialement plat meure 1,2-3,2 (-4,8) mm. Il est faiblement pubescent adaxialement). Les feuilles, elliptiques, largement elliptiques, obovales, subcirculaire, ou circulaires, font 7-15 × 3-11 mm, et sont 1,1-2,5 (-3,5) fois plus longues que larges, convexes de base ou cunéiformes, les marges plates, entières, parfois ciliées, convexes, apex, arrondis ou rétus. Leur surface abaxiale n'est pas glauque, elle est glabre, parfois pileuse, à poils longs, droits, ondulés ou plissés, adaxial très brillant, glabre. Les marges proximales ont des pales entières ; la lame juvénile est verte, abaxialement glabre ou ciliée. 
Les chatons mâles mesurent 10-35 × 6-10 mm, les chatons femelles, modérément densément fleuris, sont de  12-38 × 5-11 mm. Les bractées sont noires ou bicolores, de 1 à 1.3 mm, au sommet arrondi, entier, abaxialement à poils épars, poils raides ou ondulés.Les capsules mesurent de 2.9 à 4.8 mm. 
Chromosomie : 2n = 38.
La floraison a lieu en juin-juillet en zone arctico-alpine, en toundra sèche, Dryas-lichen, dans la toundra polygonale avec des bandes de pierre et des secteurs élevés secs, pierriers et des pentes colluviales, avec des carex de toundra, les prairies de carex dans les voies de drainage, les bosquets de bouleaux nains, régions granitiques avec substrats de grès. L'espèce se rencontre de 0 à 2100 m d'altitude, dans le Yukon, en Alaska, en Asie (Chukotka, Extrême-Orient russe, arctique, et Sibérie).